# زنگ چونلی
زنگ چونلی (انگلیسی: Zeng Chunlei؛ زادهٔ ۳ نوامبر ۱۹۸۹) بازیکن والیبال زن اهل چین است. وی در بازی‌های المپیک تابستانی ۲۰۱۲ شرکت کرده‌است.